# Río Lukuga
El río Lukuga es un destacado río del África ecuatorial de la cuenca del Congo, el emisario del lago Tanganica, que recorre 320 km por la República Democrática del Congo. Su caudal es de aproximadamente 271 m³/s, aunque depende mucho del nivel de las aguas del lago Tanganica, que varían no solo estacionalmente sino también debido a fluctuaciones climáticas a más largo plazo. Desemboca en el río Lualaba (el curso superior del río Congo)

## Geografía
El río Lukuga corre a lo largo del borde norte de la meseta de Katanga.[cita requerida]  El Lukuga nace en la parte central de ribera occidental del lago Tanganica, perteneciente a la República Democrática del Congo, cerca de la ciudad de Kalemie (anteriormente, Albertville). El río discurre en dirección oeste por un valle del tipo cluse en las tierras altas que señala el límite de África central, y es una de las estribaciones del Gran Valle del Rift, que se extiende en una cadena de lagos —los Grandes Lagos de África— del que forma parte el Tanganica. 
El Lukuga recibe al inicio, por la izquierda y procedente del sur, al río Niemba, cerca de la localidad homónima de Niemba. Vira un poco hacia el noroeste y llega a Kabeya, donde de nuevo vira hacia el suroeste. Luego recibe, también por la izquierda, al río Luizi, al poco de que este haya pasado por la ciudad que le da nombre, Luizzi. Se vuelve en su tramo final hacia el noroeste, y tras recibir por la derecha al río Lufwnago, desemboca, por la margen derecha, en el río Lualaba, aguas abajo de la ciudad de Kabalo y antes de Kongolo.

## Hidrología

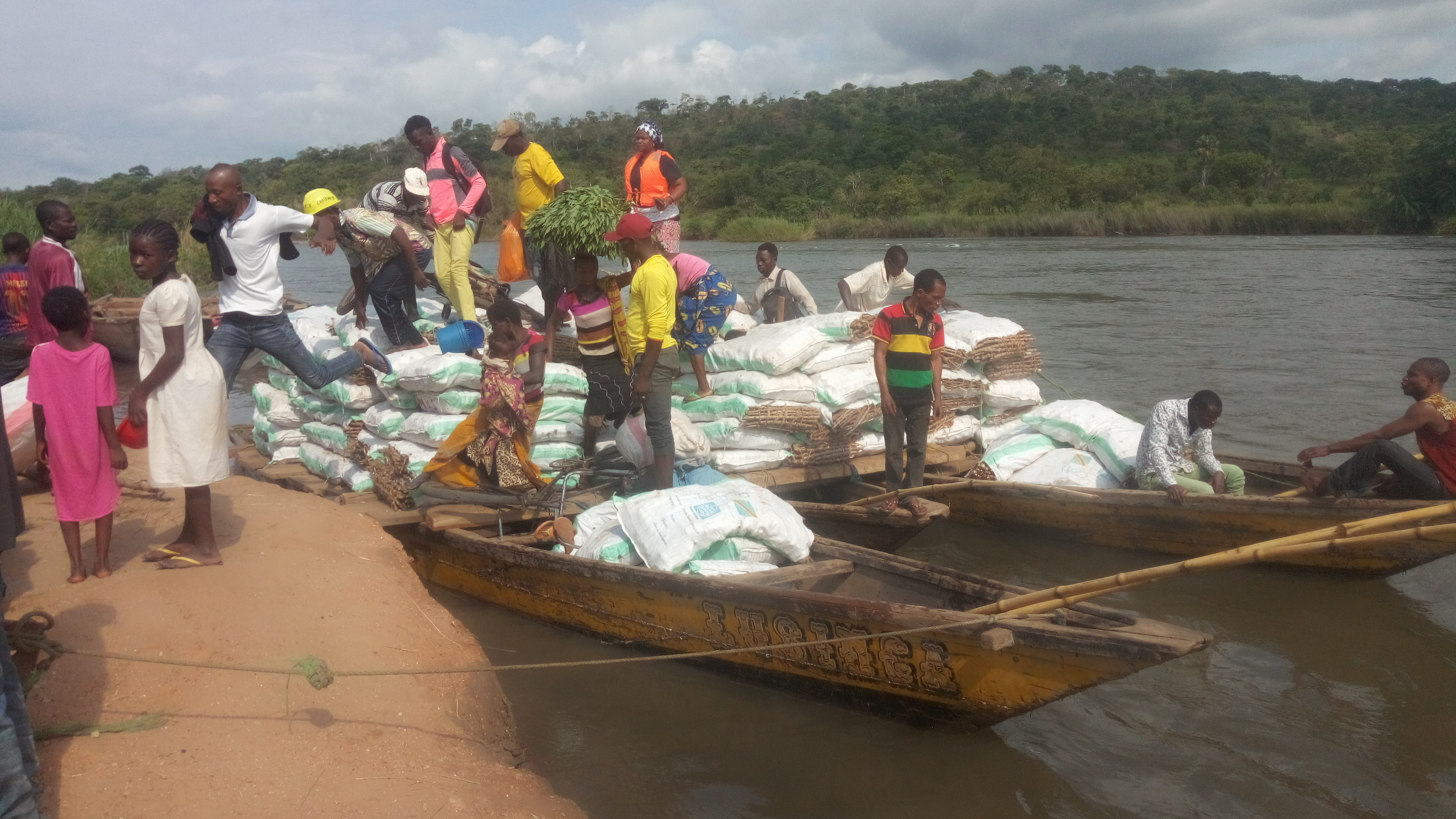
Travesía del Lukuga en piragua.

Por lo general, el río representa entre el 6 y el 18% de las pérdidas de agua del lago, siendo el resto causado por la evaporación. A la salida del lago, esto corresponde a un caudal promedio anual de 86 a 380 m³/s con un máximo en mayo al final de la estación lluviosa y un mínimo en octubre al final de la estación seca. El caudal record es de 1377 m³/s en mayo de 1970.
El Lukuga está fuertemente mineralizado. Las proporciones de contenidos iónicos en el punto en que el río sale del lago, con predominio de magnesio y potasio más que de calcio y sodio, son causadas por la entradas hidrotermales desde el Rift albertino , como se ve también en las salidas del lago Kivu y del lago Edward.
El Lukuga es de considerable interés para los hidrólogos, ya que el volumen de agua que transporta desde el lago varía considerablemente con el tiempo. El caudal del río es mayor en mayo y menor en noviembre, lo que corresponde a las fluctuaciones estacionales en el nivel del lago. Pero el río también es muy sensible a las variaciones climáticas a largo plazo, como el Neolítico subpluvial alrededor del 4000 a. C.
Parece probable que el sistema hidrológico actual se haya establecido recientemente cuando los volcanes de las Virunga aún activos entraron en erupción y bloquearon el flujo de agua hacia el norte desde el lago Kivu hacia el lago Edward, lo que provocó que se descargara hacia el sur, hacia el lago Tanganica, a través del río Ruzizi. Antes de eso, el lago Tanganica, o las subcuencas separadas en lo que ahora es el lago, pueden haber sido endorreicas sin más salida que la evaporación. Debido a los movimientos tectónicos y al aumento del nivel del agua del lago, el curso del  Lukuga se invirtió en la dirección de la corriente que fluye hacia el  río Congo.
Desde 1965, el caudal de salida ha tendido a aumentar, aunque el caudal total del Congo ha ido disminuyendo.
El Lukuga se formó hace relativamente poco tiempo, proporcionando una ruta a través de la cual las especies acuáticas de la cuenca del Congo pudieron colonizar el lago Tanganica. El río es hogar de hipopótamos y de cocodrilos.
Hay depósitos de bajo contenido en carbón a lo largo de los afluentes del río al norte de Kalemie y de Moluba.

## Primeros años
El Lukuga en el norte, el lago Tanganyika y el río Luvua en el sur y el Lualaba en el oeste, forman un territorio que una vez estuvo ocupado por el pueblo hemba en la parte occidental y el pueblo tumbwe en el este más montañoso. Kasangas del linaje Tumbwe gobernaron varios pequeños estados en esta región.
El bajo Lukuga y el Lualaba eran vías naturales de comunicación y sus valles estaban densamente poblados. Alrededor de 1800, en la segunda mitad del mandato del emperador de los luba Ilunga Sungu, las fuerzas lubas lanzaron incursiones sobre el Lualaba que en un momento llegaron hasta Kalemie. Algunos de los lubas se establecieron en la región, y la gente alrededor de Kalemie estuvo sometida a los lubas en los siguientes reinados de Kumwimbe Ngombe y de Ilunga Kabale.
Los luba desarrollaron el concepto del «rey del fuego» para gobernar las áreas periféricas de su imperio, como el corredor Luvua-Lukuga, siendo el gobernante local casi igual al emperador luba, enviando solo tributos ocasionales. Las sociedades secretas bamdudye y bakasandji se introdujeron en el área, proporcionando mitos de génesis que ayudaron a legitimar la posición de los reyes del fuego. Esos mitos habían sido adoptados y adaptados por el pueblo holoholo de Kalemie a fines del siglo XIX.
El estado hemba de Kyombo Mkubwa se convirtió en el principal estado cliente del Imperio Luba.
Sin embargo, cuando los europeos comenzaron a penetrar en la región, Msiri, el hijo de Simbi, avanzando desde el sur y formando alianzas con los gobernantes hemba contra las incursiones del poderoso comerciante esclavista Tippu Tip, había separado Kyombo Mkubwa del núcleo de los luba.

## Contactos con los europeos

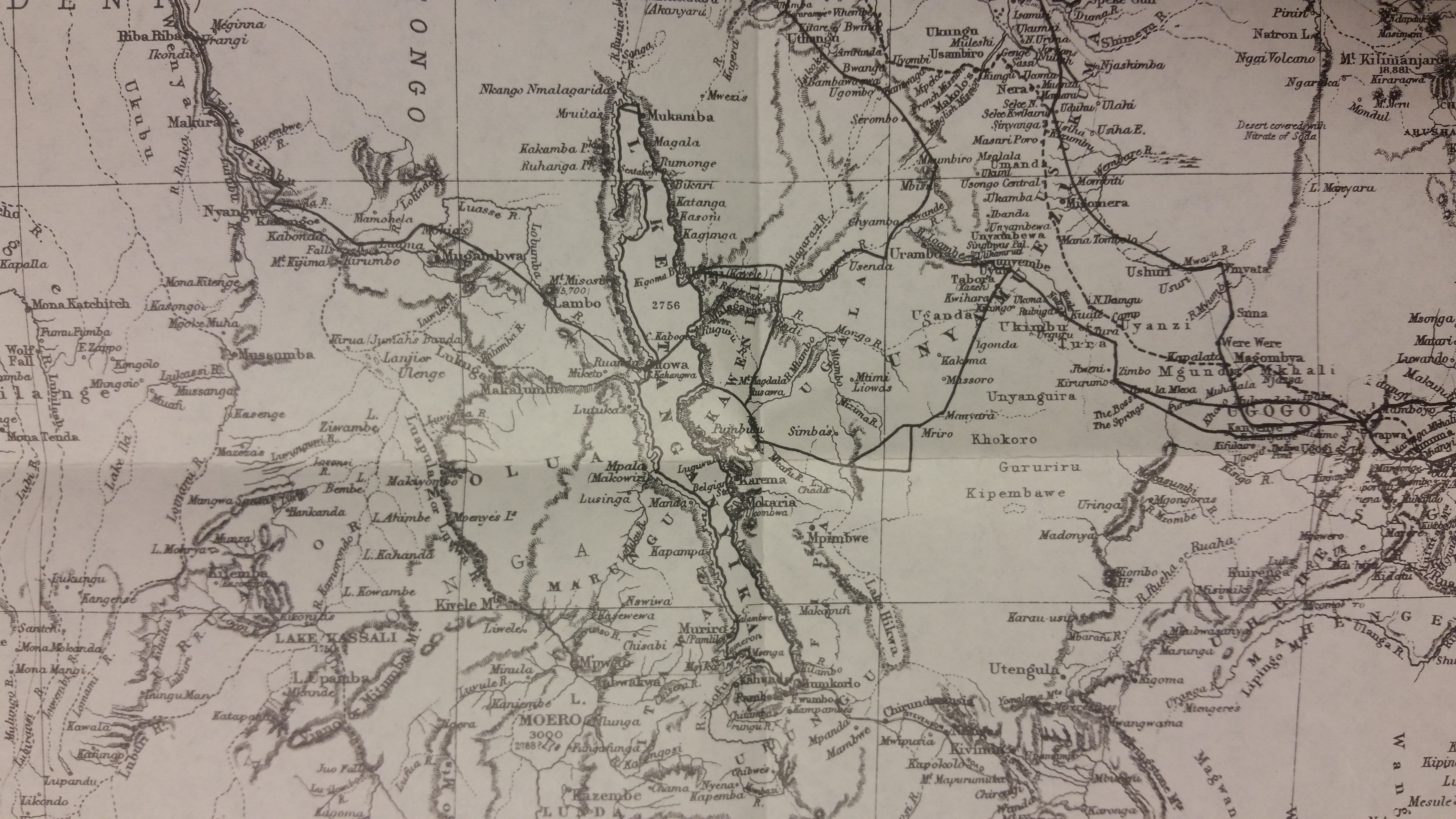
La línea negra indica la ruta de Stanley.

Alrededor de 1871, David Livingstone notó la ruptura en las colinas por las que pasaba el «Logumba» y sugirió que el río podría ser un el emisario del lago Tanganica y que podría haber otros emisarios más al norte.
Verney Lovett Cameron llegó al río en el punto donde deja el lago en mayo de 1874 en su viaje a través de África de este a oeste. Confirmó que esa la única salida del lago Tanganyika, pero no pudo conseguir un guía que lo acompañara río abajo para verificar que desembocaba en el Lualaba
En 1876 Henry Morton Stanley visitó el lago. Cuando llegó, el nivel del lago estaba bajo y describió el Lukuga como nada más que un gran arroyo que se extendía hacia el oeste a lo largo de una gran distancia. Sin embargo, estuvo de acuerdo en que a medida que subiera el nivel del lago, el Lukuga podrá ser un emisario. Parece que se había formado un banco de arena en la boca del río, y que el río se había sedimentado detrás del barra.
En 1879,  Joseph Thomson llegó a Kasenge desde Pambete, viajando por una región muy accidentada. Descubrió que el arroyo Lukuga era un río grande y caudaloso. Siguió el curso del río durante unos días, pero los habitantes hostiles de la región bloquearon sus futuras exploraciones.
Cuando Hermann von Wissmann  llegó al río en 1882, descubrió que el río se había convertido en un efluente rápido y ancho. También señaló que el nivel del lago estaba 4,8 m  por debajo de la marca de agua más alta.

## Hoy
Ya desde 2008, el Lukuga pasó a estar muy contaminado en el punto donde confluía con el Lualaba.
En diciembre de 2010, el conocido kayakista y explorador sudafricano Hendrik Coetzee fue arrastrado fuera de su kayak en el Lukuga y muerto por un cocodrilo.